# Мірскісеулі
Мірскісеулі (груз. მირსკისეული) — село в Грузії.
За даними перепису населення 2014 року в селі проживає 377 осіб.